# (5014) Gorchakov
(5014) Gorchakov es un asteroide perteneciente al cinturón de asteroides, descubierto el 19 de septiembre de 1974 por la astrónoma soviética Liudmila Chernyj desde el Observatorio Astrofísico de Crimea (República de Crimea), Rusia).

## Designación y nombre
Designado provisionalmente como 1974 ST. Fue nombrado Gorchakov en honor al diplomático ruso Aleksandr Mijáilovich Gorchakov.